# Władysław Marek
Władysław Marek (ur. 17 czerwca 1933 w Szczyrku, zm. 6 lutego 2014) – polski narciarz, mistrz Polski, brązowy medalista Zimowej Uniwersjady w 1960.

## Kariera sportowa
Był zawodnikiem Włókniarza Bielsko-Biała i AZS Zakopane. Jako zawodnik AZS zdobył w 1956 mistrzostwo Polski w biegach na 30 km i 50 km, w 1959 mistrzostwo Polski w biegu na 50 km, w 1957 i 1958 został wicemistrzem Polski w biegu na 50 km. W 1960 zdobył brązowy medal Zimowej Uniwersjady w sztafecie 4 x 8 km (z Szymonem Krasickim, Kazimierzem Augustynkiem i Kazimierzem Wójcikiem).
Uprawiał także lekką atletyką. W najlepszym starcie na mistrzostwach Polski zajął 6. miejsce w biegu na 3000 m z przeszkodami w 1955.
W 1960 ukończył studia w Akademii Wychowania Fizycznego w Warszawie, następnie pracował jako rehabilitant.
Jego młodszym bratem był olimpijczyk w narciarstwie Henryk Marek.